# 陳諫 (順德)
陳諫（1498年—？），字公從，號晴峯，廣東廣州府番禺縣軍籍，順德縣人，明朝政治人物。

## 生平
嘉靖元年（1522年）壬午科廣東鄉試第二十五名舉人，嘉靖八年（1529年）己丑科會試第二百三十名，未殿試，嘉靖十一年（1532年）壬辰科第三甲第一百七十九名進士。為太平府推官，兩月卒。

## 家族
曾祖陳潣，祖陳瓊，父陳紀，母劉氏。具慶下。弟謨；詵；試。子陳化中。。